# Marco Kurz
Marco Kurz (Stuttgart, Alemania Federal, 16 de mayo de 1969) es un exfutbolista alemán, que se desempeñaba como defensa. Su principal etapa vino con el TSV 1860 Múnich, donde jugaría 6 años. Anteriormente, había ganado la UEFA Champions League en 1995 con el Borussia Dortmund y la Copa de la UEFA en 1996 con el FC Schalke 04. Actualmente ejerce de entrenador, hallándose sin club.

## Clubes

### Como jugador
| Club              | País     | Año         | Partidos | Goles |
| ----------------- | -------- | ----------- | -------- | ----- |
| VfB Stuttgart     | Alemania | 1989 - 1990 | 1        | 0     |
| 1. FC Nürnberg    | Alemania | 1990 - 1994 | 108      | 0     |
| Borussia Dortmund | Alemania | 1994 - 1995 | 4        | 0     |
| FC Schalke 04     | Alemania | 1995 - 1998 | 58       | 0     |
| TSV 1860 Munich   | Alemania | 1998 - 2004 | 129      | 5     |
| SC Pfullendorf    | Alemania | 2004 - 2005 | 11       | 0     |

### Como entrenador
| Club                 | País      | Año         |
| -------------------- | --------- | ----------- |
| SC Pfullendorf       | Alemania  | 2004 - 2005 |
| TSV 1860 Múnich II   | Alemania  | 2006 - 2007 |
| TSV 1860 Múnich      | Alemania  | 2007 - 2009 |
| 1.FC Kaiserslautern  | Alemania  | 2009 - 2012 |
| TSG 1899 Hoffenheim  | Alemania  | 2013        |
| FC Ingolstadt 04     | Alemania  | 2013        |
| Fortuna Düsseldorf   | Alemania  | 2015-2016   |
| Adelaide United      | Australia | 2017-2019   |
| Melbourne Victory FC | Australia | 2019-2020   |

## Palmarés
Borussia Dortmund
- Bundesliga: 1994-95

FC Schalke 04
- Copa de la UEFA: 1996-97

- Datos: Q65976
- Multimedia: Marco Kurz / Q65976